# Корзюк, Виктор Иванович
Виктор Иванович Корзюк — белорусский математик, академик Национальной академии наук Беларуси (2014)

## Биография
Родился 04.04.1945 в д. Петрашунцы Воложинского района Минской области.
Окончил Белорусский государственный университет (1966).
Работает там же, в 1984—1992 гг. и с 1996 г. по 2014 г. заведующий кафедрой математической физики, одновременно в 1979—1996 гг. декан факультета прикладной математики и информатики, в 1996—2001 гг. проректор. С 2014 г. профессор кафедры математической физики.
В 2002—2005 гг. ректор Института подготовки научных кадров Национальной академии наук Беларуси, с 2001 г. зав. отделом Института математики НАНБ.
Области научных исследований — математическая физика, дифференциальные уравнения с частными производными, микроэлектроника, ионная имплантация, математическое моделирование.
Доктор физико-математических наук (1994), профессор (1995). С 1996 г. член-корреспондент, с 2014 академик Национальной академии наук Беларуси.
Автор более 200 научных работ.
Лауреат Государственной премии Республики Беларусь 1996 г. за цикл работ «Операторные методы в дифференциальных уравнениях». Заслуженный работник образования Республики Беларусь (1996).
Наиболее цитируемые публикации:
- Энергетическое неравенство для граничной задачи гиперболического уравнения с волновым оператором третьего порядка // Дифференциальные уравнения. 1991. Т.27, № 6.
- О слабом решении задачи типа Дирихле для линейного дифференциального уравнения третьего порядка // Дифференциальные уравнения. 1992. Т.28, № 6.
- Метод энергетических неравенств и операторов осреднения // Вестник БГУ. Сер.1. 1996. № 3.